# Mondaire Jones
Mondaire Jones (sinh ngày 18 tháng 5 năm 1987) là một luật sư và chính khách người Mỹ đến từ bang New York. Ông là một ứng cử viên của đảng Dân chủ trong cuộc bầu cử năm 2020 đang tìm cách đại diện cho Khu vực quốc hội số 17 của New York tại Hạ viện Hoa Kỳ.

## Tuổi thơ và giáo dục
Jones được sinh ra ở Nyack, New York và lớn lên Spring Valley, New York bởi một người mẹ đơn thân. Sau khi mẹ ông bị ốm, Jones được ông bà nuôi dưỡng một phần, người đã làm nhiều công việc để hỗ trợ ông. Ông tốt nghiệp các trường công lập ở Khu trường trung tâm Đông Ramapo. Ông đã lấy bằng cử nhân tại Đại học Stanford năm 2009 và Juris Doctor của Trường Luật Harvard vào năm 2013.

## Đời tư
Jones công khai là người đồng tính khi ông 24 tuổi. Ông là thành viên của Hội thánh Baptist đầu tiên của Thung lũng mùa Xuân.